# Jay Kristoff
Jay Kristoff (Perth, 11 novembre 1973) è uno scrittore australiano.
È un autore di bestseller internazionali fantastici e fantascientifici. Scrive sia per lettori adulti sia per ragazzi. Vive a Melbourne.

## Biografia
Kristoff è nato a Perth in Australia nel 1973. Si è laureato in lettere. Ha lavorato nel campo della pubblicità per la televisione per undici anni prima di iniziare la sua carriera letteraria. Vive a Melbourne in Australia con sua moglie.

### Attività letteraria
Kristoff è l'autore di The Lotus War, una serie steampunk ispirata al Giappone dell'era Tokugawa. Il primo romanzo, Stormdancer, è stato finalista per gli Aurealis Awards nel 2012, è stato selezionato per due David Gemmell Awards nel 2013 (per il miglior romanzo e il miglior romanzo di esordio) ed è stato finalista per il Compton Crook Award nel 2013. Il racconto prequel The Last Stormdancer è stato il vincitore dell'Aurealis Award nel 2013 per il miglior racconto breve fantasy. Kristoff si riferisce alla serie come crossover che si rivolge sia ai più grandi giovani adulti che agli adulti.
La seconda serie di Kristoff, The Illuminae Files, è stata acquistata da Random House in un anticipo nel 2013. Il primo libro della serie, intitolato Illuminae, è stato pubblicato a fine ottobre 2015. Ha debuttato al quinto posto nella lista dei Best Seller del New York Times per giovani adulti con copertina rigida e infine ha raggiunto il terzo posto. Nel novembre 2015 è stato annunciato che Brad Pitt e la sua società di produzione, Plan B Entertainment, hanno acquistato i diritti cinematografici di Illuminae. Illuminae è stato nominato per il Prime Minister's Literary Award nel 2016, ha vinto il Aurealis Award for Best Science Fiction nel 2015, il Gold Inky Award nel 2016 per la migliore narrativa adolescenziale e l'Australian Book Industry Award Book of the Year for Older Children nel 2016. Il sequel di Illuminae, Gemina, ha debuttato al terzo posto nella lista dei bestseller del New York Times e ha vinto il Aurealis Award for Best Science Fiction novel nel 2016. Il libro finale della serie, Obsidio, è stato pubblicato nel maggio 2018 e ha debuttato al sesto posto nella lista dei best seller del New York Times, al primo posto come bestseller per giovani adulti in Australia e come bestseller USA Today. Kristoff ha collaborato alla stesura della serie con la collega autrice di Melbourne, Amie Kaufman. Kristoff si riferisce alla serie come fiction per giovani adulti.
La seconda serie solista di Kristoff, una serie fantasy epico per adulti dal titolo The Nevernight Chronicle, ha avuto inizio con Nevernight nell'agosto 2016. Nevernight ha valso a Kristoff la sua seconda nomination ai David Gemmell Awards e ha vinto il premio Aurealis nel 2016 per il miglior romanzo fantasy. Il sequel Godsgrave è stato pubblicato nell'ottobre 2017 e ha vinto l'Aurealis Award for Best Fantasy novel nel 2017. Nel 2019 è stato annunciato che Screen Australia ha finanziato un adattamento cinematografico del primo romanzo. Il libro finale della serie, Darkdawn, è stato pubblicato a settembre 2019.
Nel marzo 2016 Kristoff ha annunciato un'altra serie per giovani adulti, intitolata Lifel1k3.. Lifel1k3 è stato pubblicato nel maggio 2018 e ha fatto vincere a Kristoff il suo quinto Aurealis Award, sempre per il miglior romanzo di fantascienza.. Il sequel, Dev1at3, è stato pubblicato nel giugno 2019.
Kristoff e la sua coautrice di Illuminae Amie Kaufman hanno annunciato una nuova serie di fantascienza, intitolata Aurora Rising, che è stata acquisita da Random House, gli editori della serie Illuminae. Aurora Rising è stato pubblicata nel maggio 2019 e ha debuttato al secondo posto nella lista dei bestseller del New York Times, come bestseller per giovani adulti al primo posto in Australia e come bestseller USA Today. Nel giugno 2019 è stato annunciato che Metro-Goldwyn-Mayer aveva acquisito i diritti televisivi di Aurora Rising.
Nel gennaio 2019 Kristoff ha annunciato la sua prossima serie per adulti, un fantasy epico illustrata dal titolo Empire of the Vampire, che è stata acquisita dall'editore Macmillan, l'editore della sua serie Nevernight e Stormdancer. Empire of the Vampire inizierà la pubblicazione nel 2020.
Le opere di Kristoff trattano i temi dei legami familiari, dell'amicizia, dell'amore, della perdita e del tradimento. La sua fiction suggerisce che "la vittoria senza sacrificio non ha senso".

## Opere

### The Lotus War
1. (EN) Stormdancer: The Lotus War Book One, Thomas Dunne Books, 18 settembre 2012, ISBN 978-1250001405.
2. (EN) Kinslayer: The Lotus War Book Two, Thomas Dunne Books, 17 settembre 2013, ISBN 978-1250001412.
3. (EN) Endsinger: The Lotus War Book Three, Thomas Dunne Books, 25 novembre 2014, ISBN 978-1250001429.

Inoltre fanno parte della serie The Last Stormdancer, racconto prequel di Stormdancer pubblicato nel 2013, e Praying for Rain, racconto breve gratuito pubblicato online nel 2013.

### Illuminae File(The Illuminae Files) (coautore con Amie Kaufman)
1. (EN) Illuminae: The Illuminae Files_01, Penguin Random House, 20 ottobre 2015, ISBN 978-0553499124.
  -  Illuminae: Illuminae File_01, Mondadori, 18 ottobre 2016, ISBN 9788852077029.
  -  Illuminae. Illuminae file. Vol. 1, Mondadori, 12 gennaio 2021, ISBN 9788804734673.
2. (EN) Gemina: The Illuminae Files_02, Penguin Random House, 18 ottobre 2016, ISBN 978-0553499155.
  -  Gemina: Illuminae File_02, Mondadori, 31 ottobre 2017, ISBN 9788804678885.
  -  Gemina. Illuminae file. Vol. 2, Mondadori, 12 gennaio 2021, ISBN 9788804734680.
3. (EN) Obsidio: The Illuminae Files_03, Penguin Random House, 13 marzo 2018, ISBN 978-0553499193.
  -  Obsidio: Illuminae File_3, Mondadori, 30 ottobre 2018, ISBN 9788804702115.
  -  Obsidio. Illuminae file. Vol. 3, Mondadori, 12 gennaio 2021, ISBN 9788804734666.

Inoltre fa parte della serie Memento, un racconto prequel pubblicato da Random House nel 2019

### Accadimenti di Illuminotte(The Nevernight Chronicle)
1. (EN) Nevernight: Book One of the Nevernight Chronicle, Thomas Dunne Books, 9 agosto 2016, ISBN 978-1250073020.
  -  Mai dimenticare. Nevernight (Libro primo degli accadimenti di Illuminotte), Mondadori, 3 settembre 2019, ISBN 978-8804717959.
2. (EN) Godsgrave: Book Two of the Nevernight Chronicle, Thomas Dunne Books, 5 settembre 2017, ISBN 978-1250073037.
  -  I grandi giochi. Nevernight (Libro secondo degli accadimenti di Illuminotte), Mondadori, 3 settembre 2019, ISBN 978-8804717966.
3. (EN) Darkdawn: Book Three of the Nevernight Chronicle, Thomas Dunne Books, 3 settembre 2019, ISBN 978-1250073044.
  -  Alba oscura. Nevernight (Libro terzo degli accadimenti di Illuminotte), Mondadori, 3 settembre 2019, ISBN 978-8804717973.

### Lifel1k3
1. (EN) LIFEL1K3, Penguin Random House, 29 maggio 2018, ISBN 978-1524713928.
2. (EN) DEV1AT3, Penguin Random House, 25 giugno 2019, ISBN 978-1524713966.
3. (EN) TRUEL1F3, Penguin Random House, 30 giugno 2020, ISBN 978-1-5247-1400-0.

### The Aurora Cycle(coautore con Amie Kaufman)
1. (EN) Aurora Rising, Penguin Random House, 7 maggio 2019, ISBN 978-1524720964.
  -  Aurora Rising, Mondadori, 10 marzo 2020, ISBN 978-88-04-72468-1.
2. (EN) Aurora Burning, Penguin Random House, 5 maggio 2020, ISBN 978-1-5247-2092-6.
  -  Aurora Burning, Mondadori, 16 marzo 2021, ISBN 978-88-04-73443-7.
3. (EN) Aurora's End, Penguin Random House, 9 novembre 2021, ISBN 1-5247-2088-7.
  -  Aurora's End, Mondadori, 26 aprile 2022, ISBN 978-88-04-73843-5.

### Empire of The Vampire
1. (EN) Empire of the Vampire, St. Martin's Publishing Group, 14 settembre 2021, ISBN 978-1-250-24529-8.
  -  L'impero del vampiro, Mondadori, 14 settembre 2021, ISBN 978-88-04-72817-7.
2. (EN) Empire of the Damned.
  -  L'impero dei dannati, Mondadori, 9 aprile 2024, ISBN 978-88-04-75718-4.
3. (EN) Empire of the Dawn, 6 novembre 2025.